# Kabupaten Karawang
Kabupaten Karawang är ett kabupaten i Indonesien.   Det ligger i provinsen Jawa Barat, i den västra delen av landet, 60 km öster om huvudstaden Jakarta. Antalet invånare är 2 267 233.
Kabupaten Karawang delas in i:
- Desa Kosambibatu
- Kecamatan Pedes
- Kecamatan Pangkalan
- Kecamatan Lemahabang
- Kecamatan Telukjambe
- Kecamatan Klari
- Kecamatan Cikampek
- Desa Sukaharja
- Kelurahan Karawang Wetan
- Kelurahan Karangpawitan
- Desa Tegalsawah
- Kecamatan Karawang
- Kecamatan Cilamaya
- Kecamatan Jatisari
- Kecamatan Batujaya
- Desa Rengasdengklok Utara
- Desa Rengasdengklok Selatan
- Desa Amansari
- Desa Karangmekar
- Desa Kalangasari
- Desa Karyasari
- Desa Tunggakjati
- Desa Mekarjati
- Kecamatan Rengasdengklok
- Kecamatan Rawamerta
- Kecamatan Tirtajaya
- Kecamatan Pakisjaya
- Kecamatan Cibuaya
- Kecamatan Talagasari
- Kecamatan Lemahabang
- Kecamatan Tirtamulya
- Kecamatan Tempuran